# Convoi no 18 et 19 du 15 janvier 1943
Les convois XVIII et XIX du 15 janvier 1943 furent les dix-huitième et dix-neuvième convoi de déportation à quitter le territoire belge en direction d'Auschwitz-Birkenau,. Ces deux convois furent regroupés pour n'en former qu'un seul. Ce convoi fut le premier de l'année 1943.
Le convoi XVIII comportait 947 déportés (458 hommes et 489 femmes), dont 170 enfants de moins de seize ans, le convoi XIX comportait 612 déportés (290 hommes et 322 femmes), dont 103 enfants de moins de seize ans, soit 1559 déportés au total. À leur arrivée à Auschwitz, leur histoire se confond avec celle des autres déportés dans ce camp.
De ces deux convois, il y eut 12 rescapés. L'un d'entre eux, Jos Hakker, évadé du convoi XVIII, disait en 1943 : « J’ai vu, et c'est peut-être bien plus odieux, que toutes les photographies de femmes, d'enfants, de pères, de mères furent détruites ; tous les papiers d'identité, passeports, lettres, attestations furent saisis et déchirés. »
Les parents de Mala Zimetbaum sont arrêtés le 26 novembre 1942 et déportés par le convoi XVIII sous les matricules XVIII-635 (Pinkhas Zimetbaum-Hartman) et XVIII-636 (Chaïa Schmelzer). Ils sont tués dès leur arrivée à Auschwitz, le 17 janvier 1943.